# Franco Zanelatto
Franco Zanelatto Téllez (Asunción, 9 de mayo de 2000) es un futbolista paraguayo nacionalizado peruano. Juega como extremo y su equipo actual es el O.F.I. Creta de la Superliga de Grecia. Es internacional con la selección de fútbol del Perú desde el 17 de octubre de 2023.

## Trayectoria
Franco Zanelatto nació el 9 de mayo de 2000 en Asunción, Paraguay. Es hijo de padre uruguayo y madre paraguaya, y aunque el futbolista nació en Paraguay, su carrera futbolística no la desarrolló en su país natal, sino que la desarrolló en Perú, su primer equipo con el que debutó profesionalmente fue la Universidad San Martín, que en su momento estuvo presente en la primera división del Perú, pero actualmente se encuentra en la segunda división del Perú. Además, tuvo un breve paso por España en la Academia de Alto Rendimiento Marcet.

### Universidad de San Martín
En 2019, haría su debut con la Universidad San Martín en la Liga 1, en el primer partido del año contra UTC que terminaría con un empate por 1-1. Fue el único partido que disputó en la temporada. Marcó su primer gol de manera profesional el 16 de octubre de 2020 ante Academia Cantolao, y también en ese partido dio su primera asistencia, la cual permitió que Gaspar Gentile anote el 2-1 con el que terminaría ganando la San Martín. Durante el 2020 disputó 18 partidos y anotó un gol. En la temporada 2021 jugaría 14 partidos y marcaría 4 goles. A finales de 2021, fue fichado por Alianza Lima por tres temporadas.

### Préstamo a Alianza Atlético
Para la temporada 2022 es cedido por el club Alianza Lima en calidad de préstamo al Alianza Atlético de Sullana. Hizo su debut el 12 de febrero de 2022 ante UTC y marcó su primer gol justamente contra su anterior club. Terminó el año con 28 partidos y 7 goles.

### Alianza Lima
En la temporada 2023 volvió a Alianza Lima después de estar en calidad de préstamo en el Alianza Atlético de Sullana. Jugó su primera partido con camiseta blanquiazul el 12 de febrero ante Sport Boys y anotó su primer gol el 26 de marzo ante Atlético Grau en el Estadio Municipal de Bernal. Seis días después, anotó un doblete ante Cienciano en el Alejandro Villanueva.En la temporada 2024, no dio la talla con el primer equipo blanquiazul.

## Selección nacional
A pesar de que el futbolista no comparte ninguna ascendencia con ningún antecesor peruano, puede ser convocado por selección peruana debido a que se afincó en dicho país desde niño y tiene la nacionalidad peruana, el futbolista mostró más interés en representar a la selección peruana y no a la selección de su país natal. Debutó con la selección peruana el 17 de octubre de 2023 ante Argentina (vigente campeón del mundo) por las clasificatorias al Mundial de 2026, encuentro donde Perú perdió por 2-0 con goles de Lionel Messi.

#### Participaciones en Copas América
| Torneo            | Sede           | Resultado      | Partidos | Goles |
| ----------------- | -------------- | -------------- | -------- | ----- |
| Copa América 2024 | Estados Unidos | Fase de grupos | 1        | 0     |

#### Participaciones en Clasificatorias a Copas del Mundo
| Eliminatorias                 | Sede       | Resultado  | Partidos | Goles |
| ----------------------------- | ---------- | ---------- | -------- | ----- |
| Eliminatorias Mundial de 2026 | Sudamérica | En disputa | 3        | 0     |
| Total                         | Total      | Total      | 3        | 0     |

## Estadísticas

### Clubes
Actualizado al último partido disputado: 29 de octubre de 2023.
| Club                             | Div.          | Temporada     | Liga  | Liga  | Liga   | Copas nacionales | Copas nacionales | Copas nacionales | Copas internacionales | Copas internacionales | Copas internacionales | Total | Total | Total  | Media goleadora |
| Club                             | Div.          | Temporada     | Part. | Goles | Asist. | Part.            | Goles            | Asist.           | Part.                 | Goles                 | Asist.                | Part. | Goles | Asist. | Media goleadora |
| -------------------------------- | ------------- | ------------- | ----- | ----- | ------ | ---------------- | ---------------- | ---------------- | --------------------- | --------------------- | --------------------- | ----- | ----- | ------ | --------------- |
| Universidad de San Martín · Perú | 1.ª           | 2019          | 1     | 0     | 0      | -                | -                | -                | -                     | -                     | -                     | 1     | 0     | 0      | 0.00            |
| Universidad de San Martín · Perú | 1.ª           | 2020          | 18    | 1     | 1      | -                | -                | -                | -                     | -                     | -                     | 18    | 1     | 1      | 0.06            |
| Universidad de San Martín · Perú | 1.ª           | 2021          | 15    | 4     | 0      | -                | -                | -                | -                     | -                     | -                     | 15    | 4     | 0      | 0.27            |
| Universidad de San Martín · Perú | Total club    | Total club    | 34    | 5     | 1      | -                | -                | -                | -                     | -                     | -                     | 34    | 5     | 1      | 0.15            |
| Alianza Atlético · Perú          | 1.ª           | 2022          | 28    | 7     | 3      | -                | -                | -                | -                     | -                     | -                     | 28    | 7     | 3      | 0.25            |
| Alianza Atlético · Perú          | Total club    | Total club    | 28    | 7     | 3      | -                | -                | -                | -                     | -                     | -                     | 28    | 7     | 3      | 0.25            |
| Alianza Lima · Perú              | 1.ª           | 2023          | 24    | 4     | 1      | -                | -                | -                | 5                     | 0                     | 0                     | 29    | 4     | 1      | 0.15            |
| Alianza Lima · Perú              | 1.ª           | 2024          | 27    | 0     | 3      | -                | -                | -                | 6                     | 0                     | 1                     | 33    | 0     | 4      | 0.00            |
| Alianza Lima · Perú              | Total club    | Total club    | 51    | 4     | 1      | -                | -                | -                | 11                    | 0                     | 1                     | 62    | 4     | 5      | 0.15            |
| Total carrera                    | Total carrera | Total carrera | 113   | 16    | 5      | 0                | 0                | 0                | 11                    | 0                     | 1                     | 124   | 16    | 9      | 0.18            |

## Palmarés

### Torneos nacionales
| Título          | Club         | País | Año  |
| --------------- | ------------ | ---- | ---- |
| Torneo Apertura | Alianza Lima | Perú | 2023 |